# Danielle Donahue
Danielle Donahue (* 11. April 1983 in Warren, Pennsylvania) ist eine US-amerikanische Schauspielerin.

## Leben
Donahue wuchs in Ridgway auf. Sie beschreibt sich rückblickend in ihrer Jugendzeit selbst als Tomboy. Sie besuchte die Pennsylvania State University und hat einen Bachelor-Abschluss in Unternehmenskommunikation und einen Associate Degree in Informationswissenschaft und -technologie.
Ihre erste Filmrolle hatte Donahue 2004 in Dead Body Man. 2008 hatte sie die Hauptrolle in Aspiring Psychopath. Es folgten überwiegend Low-Budget-Horrorfilme wie 2009 HalloweeNight, 2013 Empire of the Apes und 2017 in der Fortsetzung Revolt of the Empire of the Apes, 2015 Queen Crab – Die Killerkrabbe und im gleichen Jahr die Hauptrolle in Jurassic Prey. 2017 hatte sie die Rolle der Ellen Calaway in sechs Episoden der Fernsehserie Beginnings. 

## Filmografie
- 2004: Dead Body Man
- 2006: House of Carnage
- 2007: WildCat
- 2008: Aspiring Psychopath
- 2009: HalloweeNight
- 2009: Muckman
- 2013: Empire of the Apes
- 2015: Amityville Death House
- 2015: Jurassic Prey
- 2015: Queen Crab – Die Killerkrabbe (Queen Crab)
- 2016: Survival Knife
- 2016: Bigfoot Vs. Zombies
- 2017: Revolt of the Empire of the Apes
- 2017: Time Out (Kurzfilm)
- 2017: Beginnings (Fernsehserie, 6 Episoden)
- 2018: Battle Bots
- 2020: Amityville Island
- 2020: Return to Splatter Farm